# Jetstar Asia
Jetstar Asia – nieistniejąca singapurska tania linia lotnicza. Obsługiwała regionalne połączenia w obrębie Azji Południowo-Wschodniej. Głównym węzłem był Port lotniczy Changi.
Agencja ratingowa Skytrax przyznała liniom trzy gwiazdki.

## Historia
Została założona w 2004 przez australijskie Qantas, jako linia partnerska dla Jetstar Airways.
W 2025 australijski właściciel ogłosił plan likwidacji marki i przeniesienia floty do pozostałych podmiotów należących do grupy Qantas. Ostatni lot odbył się 31 lipca 2025 na trasie z Singapuru do Kuala Lumpur.
W skład floty przewoźnika na przestrzeni 20 lat działalności wchodziło 29 samolotów Airbus A320-200. W lipcu 2025 linia operowała 13 maszynami tego typu.